# Park Narodowy Cutervo
Park Narodowy Cutervo (hiszp. Parque nacional Cutervo) – najstarszy park narodowy w Peru. Powstał 20 września 1961 roku i zajmuje obszar 82,14 km². Położony jest w regionie Cajamarca, w prowincji Cutervo.

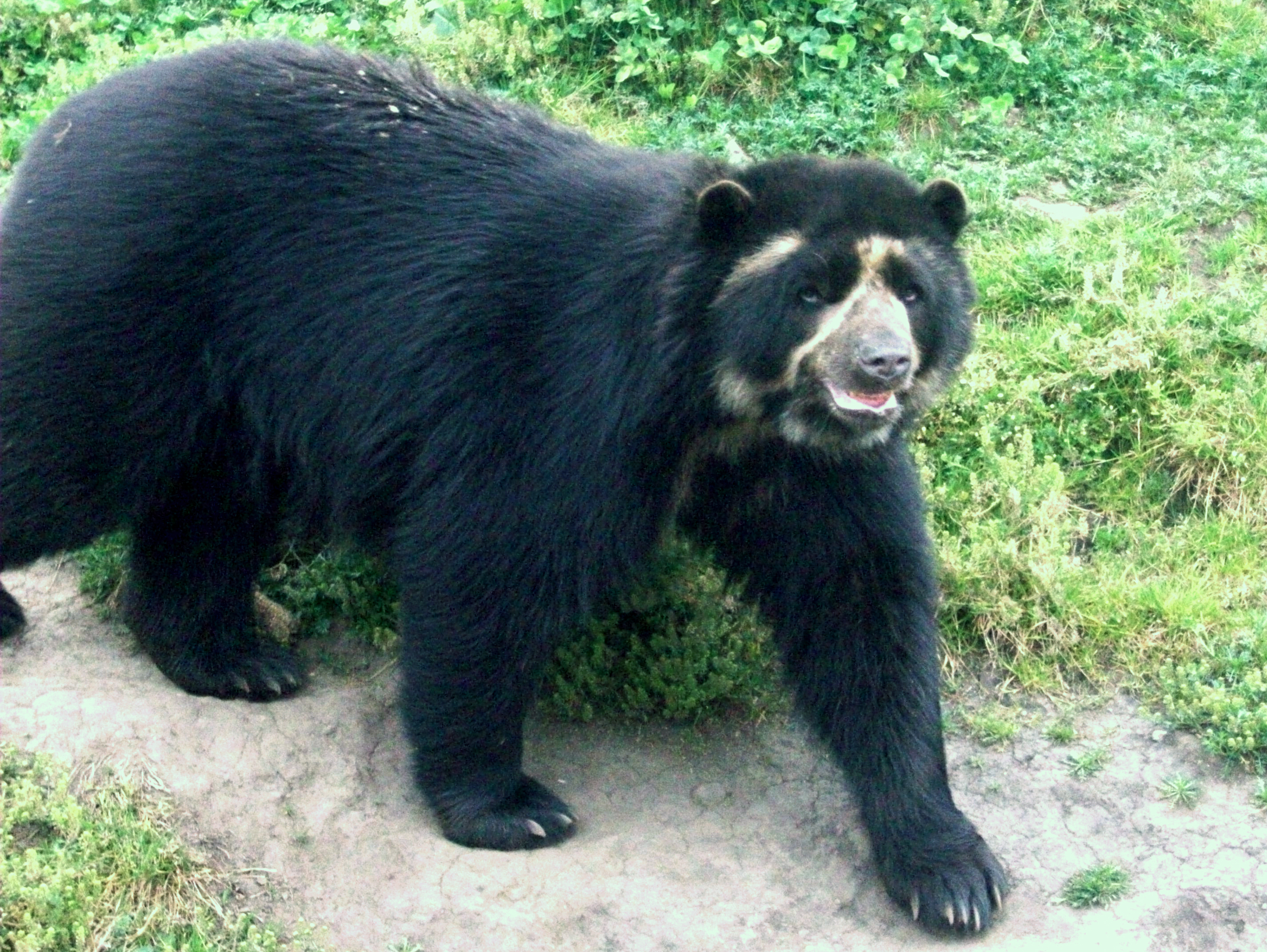
Andoniedźwiedź okularowy w parku

## Opis
Park znajduje się w paśmie górskim Cordillera de los Tarros (część Kordyliery Zachodniej) na wysokościach od 2200 do 3500 m n.p.m.  Znany jest z licznych jaskiń, takich jak m.in. Cueva de los Guácharos. Niżej położone obszary parku pokrywa las mglisty, wyżej występuje paramo.
Średnie roczne opady w parku wynoszą 780 mm. Średnia roczna temperatura kształtuje się od +12 °C do +19 °C.

## Flora
W parku zarejestrowano 683 gatunki roślin. Z drzew i krzewów na uwagę zasługują chinowce, wawrzynowate, orzechowate oraz olchy.

## Fauna
Z ssaków w parku żyją zagrożony wyginięciem (EN) tapir górski, narażone na wyginięcie (VU)  andoniedźwiedź okularowy i mrówkojad wielki, a także m.in.: wydrak długoogonowy, pakarana Branickiego, paka górska, ocelot pampasowy, ocelot wielki, mazama szara, jaguar amerykański, puma płowa, mulak białoogonowy, pekariowiec obrożny, pancernik dziewięciopaskowy.  
Ptaki występujące w parku to m.in.: skalikurek andyjski, kwezal złotogłowy i zamieszkujący jaskinie tłuszczak.
W wodach jaskiniowych bytuje ryba z rodziny Astroblepidae (rząd Sumokształtne) – Astroblepus rosei. 